# 第三代剑桥伯爵科尼斯伯勒的理查
科尼斯伯勒的理查（英語：Richard of Conisburgh），第三代剑桥伯爵, 英語：；1385年7月20日—1415年8月5日）是第一代约克公爵兰利的埃德蒙和卡斯蒂利亚的伊莎贝拉之子。他因参与反对亨利五世的南安普顿阴谋而被斩首。他是第三代約克公爵理查·金雀花之父，及爱德华四世和理查三世的祖父。

## 早年生活
理查大概在1385年7月20日左右出生在约克郡的科尼斯伯勒城堡，是第一代约克公爵兰利的埃德蒙与卡斯提爾的伊莎貝爾的第二子。他的祖父母是爱德华三世和埃努的菲莉琶，他的外祖父母是卡斯提爾和雷昂国王残酷者佩德罗，和其最喜爱的情妇玛丽亚·德·帕迪拉（卒於1361年）。
关于他的出生或受洗时间没有明确的记录，有人将他的出生时间推定为1375年，然而他的教父理查二世时年只有八岁，在父亲仍在世的情形下，理查二世如此年幼就担任教父是不太合理的。理查二世在1385年7月20日有出现在约克郡的记录，因此科尼斯伯勒的理查的出生时间在1385年更为合理。
理查比他的哥哥爱德华年幼12岁。奇怪的是，理查并未从其父那获封土地，也未在其父或其兄的遗嘱中出现。据历史学家杰拉尔德·哈里斯猜测，这或许暗示他的父亲和兄长不承认他的正当血缘关系，或许他是母亲和国王的同母异父兄弟约翰·霍兰的私生子。
尽管兰利的埃德蒙在1400年11月25日的遗嘱中未提理查，但他的妻子伊莎贝拉在1392年12月23日去世前指定理查二世为她的继承人，并要求他给予她的小儿子500马克的年金。国王答应了。1393年2月3日，他从伊莎贝拉在约克郡的收入中向理查提供了100英镑的年金，1393年3月16日，他又从国库中向他提供了350马克的年金。据历史学家杰拉尔德·哈里斯的说法，当科尼斯伯勒的理查成年时，人们期待国王会给予更多的钱，然而理查二世在1399年被废黜了。 据哈里斯的说法，理查"从未从新国王亨利四世那里得到任何好处"。 在亨利四世登基后，理查的年金——他唯一的收入来源——要么不定期支付，要么根本不支付。
从1403年4月到1404年10月，理查德率领一支小规模部队保卫赫里福德郡，对抗威尔士叛军领袖欧文·格兰道尔，但除此之外没有更大的战争经历。 然而，根据历史学家皮格的说法，正是在这个时期，理查与莫蒂默家族和和车莱顿家族建立了关系，从而带来了他与安妮·莫蒂默的联姻。
在此期间，理查唯一的另一个重要任命是在1406年8月与巴斯主教、菲茨休勋爵和斯克罗普勋爵一起，护送亨利国王的女儿菲利帕前往丹麦与埃里克国王结婚。理查在那年七月被授予爵位，也许就是由于此次出访行动工作。皮格指出，在这次出访丹麦的三个月期间，理查与斯克罗普勋爵结下了不解之缘。斯克罗普勋爵于1411年9月与理查的继母琼 · 霍兰德结婚，也正是因为他理查后来才卷入了1415年的南安普顿阴谋，最终二人命丧其中。

## 南安普敦阴谋
在1414年的议会中，理查被授予剑桥伯爵的爵位，这一头衔原先由他的哥哥第二代约克公爵爱德华拥有。爱德华在此頭銜授與理查之前就不再持有剑桥伯爵的称号，可能是早先已主动辞去或是被剥夺。
然而，理查在1414年被任命为剑桥伯爵时，却没有获封任何土地，也据历史学家哈里斯说，在亨利五世入侵法国时，理查是「最穷的伯爵」，因此他没能为这场远征做好充足的准备。也许部分出于这个原因，理查与斯克罗勋爵和托马斯·格雷爵士合谋准备罢黜亨利国王，让他已故妻子安妮的兄弟，第五代边疆伯爵埃德蒙·莫蒂默登上王位。7月31日，莫蒂默向国王透露了这个阴谋，之后并加入了判处理查死刑的审判委员会。尽管理查请求国王宽恕，但他依然于1415年8月5日被斩首，被埋葬在南安普敦的教堂。几天后，1415年8月11日，远征的舰队起航开赴法国。
南安普顿阴谋在莎士比亚的《亨利五世》和作者不明的戲劇《約翰·歐德卡索爵士》中被戏剧演绎。

## 遗产
尽管被剥夺了剑桥伯爵的头衔，他四岁的儿子理查仍是他的继承人。不到三个月，他的哥哥，第二代約克公爵愛德華·金雀花，在阿金库尔战役中被杀，剑桥伯爵四岁的儿子最终继承了他伯父和父亲的头衔及财产。
1461年爱德华四世在國會宣布過去对他祖父剑桥伯爵理查的判决为「不正常且非法的」。

## 婚姻
早在1408年，理查就与安妮·莫蒂默结婚。安妮是第四代马奇伯爵罗杰·莫蒂默四个孩子中年龄最长的一位，同时她还是理查的继母琼·霍兰德的侄女。他們的婚礼在未得到父母同意的情况下秘密举行，并于1408年5月23日由教宗授权生效。由于安妮唯一的收入是亨利四世在1406年起每年给她50英镑的年金，这段婚姻并未给理查带来任何经济好处。
理查與他的第一任妻子安妮育有有两个儿子和一个女儿：
- 約克的依莎貝爾（英语：Isabel of Cambridge, Countess of Essex）（1409年－1484年10月2日）：1412年，三岁的她与托马斯 · 格雷爵士订婚，托马斯 · 格雷爵士是诺森伯兰诺勒姆的希顿爵士的儿子和继承人，他母亲是第一代威斯特摩兰伯爵拉尔夫·内维尔（英语：Ralph Neville, 1st Earl of Westmorland）的女儿爱丽丝·内维尔。伊莎贝尔和托马斯·格雷生育了一个儿子。 在1426年4月25日之前的某时，伊莎贝尔又嫁给了第一代埃塞克斯伯爵亨利·布奇尔（英语：Henry Bourchier, 1st Earl of Essex），她和他生了七个儿子和一个女儿。 这段婚姻后来得到教宗的许可。
- 约克的亨利。[註 1]
- 约克的理查，第三代约克公爵（1411年9月21日至1460年12月30日）与第一代威斯特摩兰伯爵拉尔夫 · 内维尔（英语：Ralph Neville, 1st Earl of Westmorland）的小女儿塞西莉·內維爾结婚，他们育有十二个孩子: 埃克塞特公爵夫人约克的安妮（英语：Anne of York, Duchess of Exeter）、亨利、爱德华四世、拉特兰伯爵埃德蒙（英语：Edmund, Earl of Rutland）、薩福克公爵夫人約克的伊莉莎白、勃艮第公爵夫人约克的玛格丽特（英语：Margaret of York）、威廉、约翰、第一代克拉倫斯公爵喬治·金雀花、托马斯、理查三世和厄休拉。

1411年9月21日，安妮·莫蒂默在她的儿子理查出生后不久就去世了。她被安葬在赫特福德郡，这里曾经是国王兰利宫的所在地，也许是在修道院的教堂里，那里埋葬着她丈夫的父亲埃德蒙和他第一任妻子卡斯蒂尔的伊莎贝拉。
安妮·莫蒂默去世后，剑桥伯爵理查又与莫德·克利福德结婚，她是第六代拉蒂默男爵约翰·内维尔的离婚妻子。她的父亲是第六代克利福德男爵托马斯·德·克利福德的女儿，母亲是第四代赫姆斯利男爵托马斯·德·罗斯的女儿伊丽莎白。
1415年剑桥伯爵理查去世后，他的第二任妻子莫德·克利福德据说一直生活在科尼斯伯勒城堡和其他地方。 她死于1446年8月26日，葬于约克郡的羅氏修道院。她留下了一份日期为1446年8月15日的遗嘱，其中没有提到她的继子女。

## 纹章

剑桥伯爵理查的纹章

理查继承了他父亲的纹章，和其父亲原本的纹章区别在于纹章的边框有着莱昂的标志。

## 備註
1. ↑  皮尤没有提到亨利。